# Гоенау
Гоенау (нім. Hohenau) — громада в Німеччині, знаходиться в землі Баварія. Підпорядковується адміністративному округу Нижня Баварія. Входить до складу району Фраюнг-Графенау.
Площа — 43,12 км2. Населення становить 3339 ос. (станом на 31 грудня 2020).